# 梅尔格利纳圣母堂
梅尔格利纳圣母堂（意大利语：Chiesa di Santa Maria del Parto a Mergellina）是一座巴洛克风格的罗马天主教教堂，位于意大利那不勒斯的基艾亚区。该堂位于一座私人建筑的顶部，楼梯位于梅尔格利纳广场的一家餐厅后面。

## 历史
这座教堂是由诗人雅科波·桑纳扎罗创建，土地由国王費德里科一世捐赠于1497年。1526年，桑纳扎罗用拉丁文写了一首诗《圣母的分娩》（De partus Virginis），该堂因而得名。教堂在诗人于1530年去世前不久完工， 捐赠给圣母忠仆会（Santa Maria dei Servi）的修士。桑纳扎罗的坟墓位于祭坛后面。下层教堂最初是供奉分娩的圣母（Vergine del Parto），后来改建成墓穴。葬礼小堂最初是供奉圣纳匝禄, 后来改为供奉分娩的圣母。1886年，该堂列为国家古迹，成为国家财产。

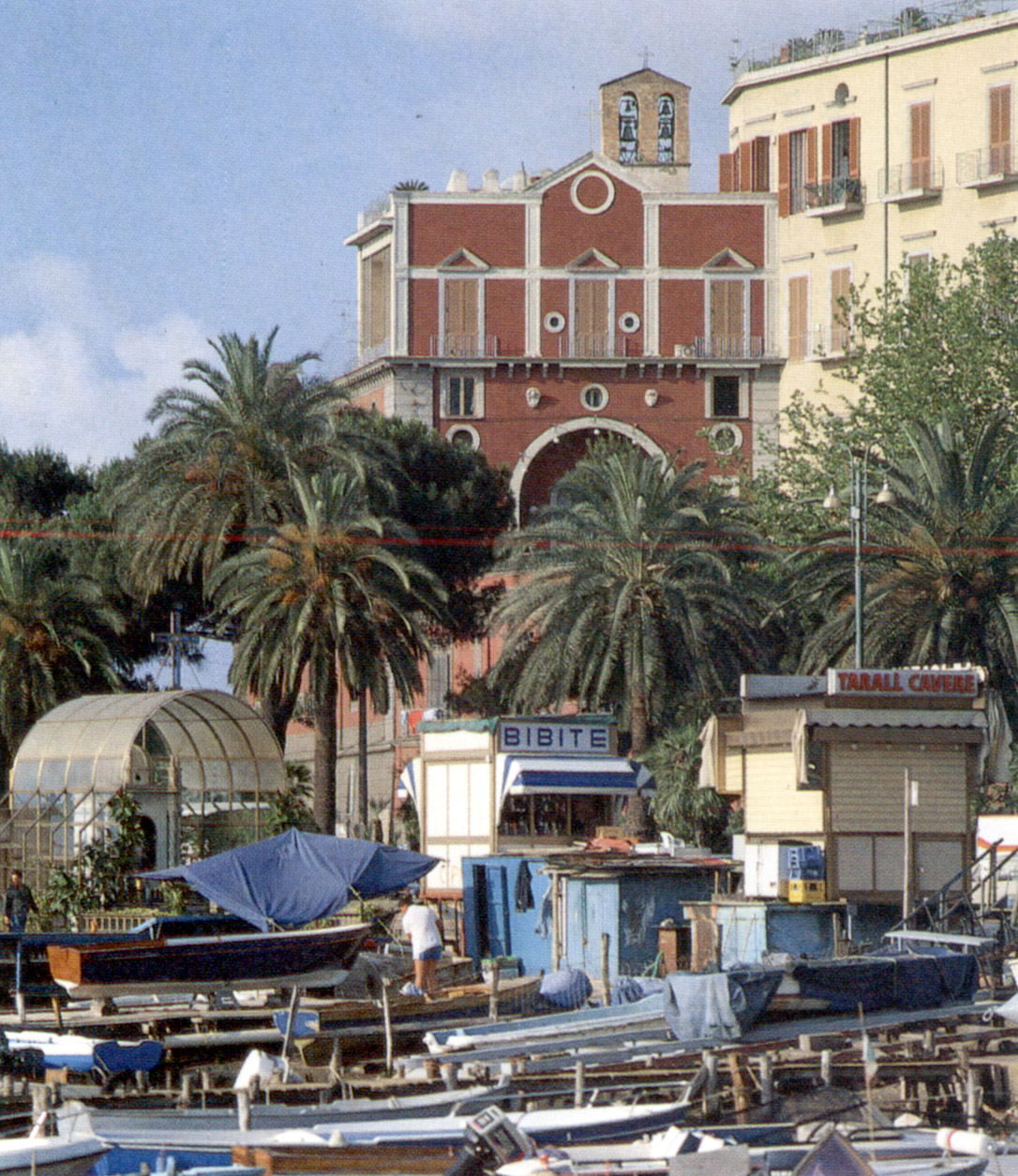

## 艺术与建筑
教堂内的主要艺术品就是诗人的半异教徒的墓地。
墓志铭由教宗良十世的秘书威尼斯红衣主教皮埃特罗·本博所写 坟墓的两侧是阿波罗和弥涅耳瓦的雕像，然而，鉴于他们在教堂的位置，底座上被标记为大卫和友弟德。维吉尔墓在那不勒斯附近。
据报道，西班牙画家胡塞佩·德·里貝拉埋葬在这里。

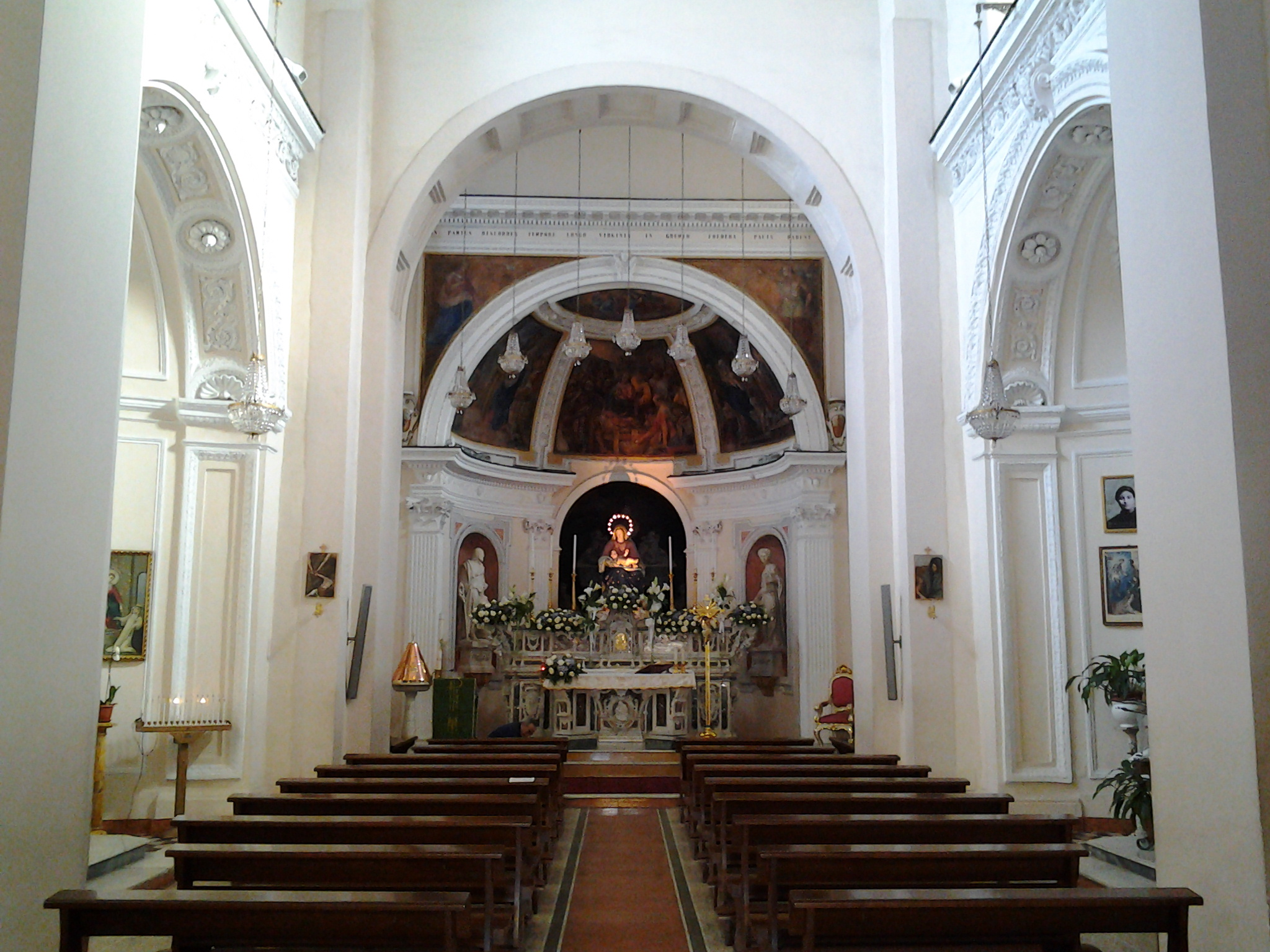
正祭台
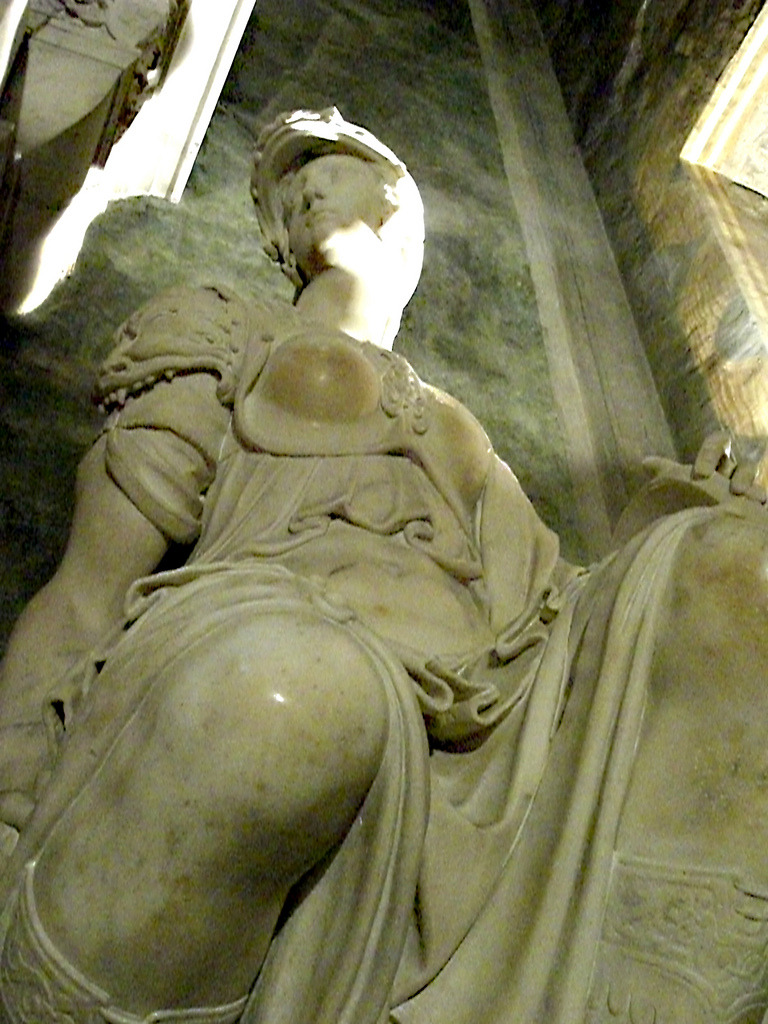
桑纳扎罗墓